# 帕拉索夫卡
50°03′N 46°53′E / 50.050°N 46.883°E
帕拉索夫卡（俄语：Палла́совка）是俄羅斯伏爾加格勒州東北部帕拉索夫卡区的一個城市。位於州府伏爾加格勒東北301公里處。2002年人口17,163人。
1907年建立，原稱，同年即改名以紀念生物學家彼得·西門·帕拉斯。1967年設市。